# Andreea Grigore
Andreea Grigore (ur. 11 kwietnia 1991 w Bukareszcie) – rumuńska gimnastyczka, brązowa medalistka olimpijska z Pekinu.

## Sukcesy
| Rok  | Zawody               | Miasto | Miejsce | Konkurencja        | Punktacja |
| ---- | -------------------- | ------ | ------- | ------------------ | --------- |
| 2008 | Igrzyska olimpijskie | Pekin  | 3       | Wielobój drużynowo | 181.525   |